# Victoria Atkin
Victoria Atkin (Farnborough, Hampshire; 28 de diciembre de 1986) es una actriz inglesa, más conocida por haber interpretado a Jasmin Costello en la serie Hollyoaks.

## Biografía
Es muy buena amiga de la actriz Stephanie Davis.

## Carrera
El 2 de agosto de 2010, se unió como personaje recurrente de la exitosa serie británica Hollyoaks, donde interpretó al transgenérico Jasmine "Jason" Costello. En septiembre de 2011 se anunció que dejaría la serie ese mismo año. Su última aparición fue el 1 de diciembre de 2011. En 2012 apareció como invitada en un episodio de la serie médica Holby City, donde interpretó a Lainey Craig. En 2015 prestó su voz para el personaje de Evie Frye en los videojuegos de Assassin's Creed Syndicate y Assassin's Creed: Syndicate - Jack the Ripper.

## Filmografía

### Series de televisión
| Año             | Título                        | Personaje                | Notas                    |
| --------------- | ----------------------------- | ------------------------ | ------------------------ |
| 2010            | Hollyoaks Later               | Jasmine "Jason" Costello | 5 episodios              |
| 2010 - 2011     | Hollyoaks                     | Jasmine "Jason" Costello | 134 episodios            |
| 2012            | Holby City                    | Lainey Craig             | episodio "Long Way Down" |
| 2013            | The Girl's Guide to Depravity | Camilla                  | 5 episodios              |
| 2016            | #killerpost                   | Jenelle Potter           | episodio "Payne/Potter"  |
| 2017 - presente | Extinct                       | Feena                    | 10 episodios             |

### Películas
| Año  | Título                | Personaje | Notas |
| ---- | --------------------- | --------- | --- |
| 2017 | The Downside of Bliss | Diana     | junto a Ron Pucillo, Eric Roberts, Judd Nelson, Lydia Hearst, Jillian Murray, Kay Lenz, Kyle T. Heffner y Nina Senicar |

### Videojuegos
| Año  | Título                                        | Personaje            | Notas                           |
| ---- | --------------------------------------------- | -------------------- | ------------------------------- |
| 2015 | Assassin's Creed: Syndicate - Jack the Ripper | Evie Frye            | prestó su voz para el personaje |
| 2015 | Assassin's Creed: Syndicate                   | Evie Frye            | prestó su voz para el personaje |
| 2016 | Titanfall 2                                   | Piloto               | prestó su voz para el personaje |
| 2017 | Fortnite: Salvar el mundo                     | Cassie "Clip" Lipman | prestó su voz para el personaje |